# Роншер (Эна)
Ронше́р (фр. Ronchères) — коммуна во Франции, находится в регионе Пикардия. Департамент коммуны — Эна. Входит в состав кантона Фер-ан-Тарденуа. Округ коммуны — Шато-Тьерри.
Код INSEE коммуны — 02655.

## Население
Население коммуны на 2010 год составляло 130 человек.
| 1962 | 1968 | 1975 | 1982 | 1990 | 1999 | 2010 |
| ---- | ---- | ---- | ---- | ---- | ---- | ---- |
| 122  | 112  | 109  | 114  | 135  | 111  | 130  |

## Экономика
В 2010 году среди 82 человек трудоспособного возраста (15—64 лет) 56 были экономически активными, 26 — неактивными (показатель активности — 68,3 %, в 1999 году было 63,8 %). Из 56 активных жителей работали 48 человек (24 мужчины и 24 женщины), безработных было 8 (3 мужчин и 5 женщин). Среди 26 неактивных 5 человек были учениками или студентами, 13 — пенсионерами, 8 были неактивными по другим причинам.